# Minerva Anestesiologica
Minerva Anestesiologica is een Italiaans, Engelstalig, aan collegiale toetsing onderworpen wetenschappelijk tijdschrift op het gebied van de anesthesiologie en de intensieve zorg. De naam wordt in literatuurverwijzingen meestal afgekort tot Minerva Anestesiol. Het wordt uitgegeven door de Italian Society of Anesthesiology, Analgesia, Resuscitation and Intensive Care en verschijnt maandelijks.